# Americanisme
Un americanisme en lingüística és un manlleu provinent de llengües ameríndies i en particular d'una llengua americana sovint mitjançant una llengua colonial com l'espanyol, el portuguès, el francès, l'anglès o el neerlandès. També designa un mot, locució o gir de les llengües damunt dites en llurs dialectes implantats a Amèrica, podent ésser conegut o exportat amb pus o menys de succés en la llengua general i algun dels dialectes europeus d'aquelles llengües.